# Joachim Fritsche
Joachim Fritsche (Delitzsch, 1951. október 28. –) német labdarúgó.
Az NDK válogatott tagjaként részt vett az 1974-es világbajnokságon.

## Sikerei, díjai
Lokomotive Leipzig
- Keletnémet kupa (2): 1975-76, 1980-81